# 四日市つばめ交通
四日市つばめ交通株式会社（よっかいちつばめこうつう）は、三重県四日市市富士町に本社を置く、つばめタクシーグループに属するタクシー事業者である。
つばめタクシーグループでは唯一、三重県に所在する事業所である。

## 営業所
- 本社営業所 : 三重県四日市市富士町7番1号